# Civil War (fumetto)
(Slogan della serie)
Civil War è una serie a fumetti scritta da Mark Millar e disegnata da Steve McNiven, pubblicata dalla Marvel Comics da maggio 2006 a febbraio 2007. La miniserie è un crossover composto da sette albi e ha avuto conseguenze su tutte le serie della Marvel. Gli albi coinvolti dalla saga sono contraddistinti dalla grafica di copertina, che prevede una larga banda nella sua metà inferiore. La miniserie ha avuto un ottimo riscontro di pubblico e il primo numero della serie e tutti i tie-in, ovvero le opere derivate, sono andati esauriti e hanno avuto una ristampa con una variant cover, che presenta una differente grafica di copertina.
La serie è stata sostenuta da una importante campagna pubblicitaria anche al di fuori dall'ambiente fumettistico, soprattutto per quanto riguarda il personaggio dell'Uomo Ragno che, a seguito della rivelazione pubblica della propria identità, ha fatto guadagnare alla miniserie molte prime pagine di giornali, anche italiani, oltre a numerose critiche.

## Storia editoriale

Capitan America contro Iron Man, disegni di Steve McNiven.

In origine doveva essere una miniserie di sei numeri ideata da Mark Millar e disegnata da Bryan Hitch (i creatori degli Ultimates), che nulla avrebbe avuto a che vedere con ciò che si è realmente sviluppato. Durante una riunione degli autori sull'evento editoriale del 2006, Millar ha proposto la sua idea modificando la bozza iniziale che vedeva un fronte unico di eroi combattere i soldati dello S.H.I.E.L.D. dopo la morte di Dum Dum Dugan, braccio destro di Nick Fury; secondo Millar, l'idea di vedere due differenti fronti di eroi lottare tra loro sarebbe stata più accattivante.
L'Atto di Registrazione dei Superumani sulla cui premessa si basa Civil War ha dei precedenti simili in altri fumetti di genere supereroistico quali Uncanny X-Men, DC: The New Frontier, Powers, Watchmen e Astro City. Mark Millar in proposito disse: «Ho deciso di fare del dilemma supereroico qualcosa di un po' diverso. La gente pensava fossero pericolosi, ma non volevano un divieto. Quello che volevano erano supereroi pagati dal governo federale come poliziotti e aperti allo stesso tipo di controllo. Era la soluzione perfetta e nessuno, per quanto ne sono a conoscenza, lo hai mai fatto prima.» Rispetto agli eventi degli anni precedenti, Civil War presenta una maggior interazione tra le serie coinvolte. Infatti, mentre ad esempio in House of M i tie-in furono abbastanza slegati e fini a sé stessi, in questo caso approfondiscono e completano la storia della miniserie.
Prima della miniserie, sono stati pubblicati degli albi all'interno di varie collane, che hanno fatto da prologo alla trama principale; queste storie sono identificate dalla scritta Road to Civil War in copertina. Successivamente prese via la miniserie Civil War vera e propria che venne edita da maggio 2006 a febbraio 2007. Contemporaneamente alla miniserie principale ne venne pubblicata un'altra di 11 numeri usciti con periodicità variabile da luglio 2006 ad aprile 2007, Civil War: Front Line, scritta da Paul Jenkins e disegnati da vari artisti. Oltre a queste tre, sono state realizzate altre miniserie legate in qualche modo agli eventi della principale: Civil War: X-Men e Civil War: Young Avengers & Runaways. Dalla fine del 2006 al 2007 vennero poi pubblicati una serie di sette numeri unici legati alla vicenda principale:
- Civil War: Choosing Sides
- Civil War: Battle Damage Report
- Civil War: The Confession
- Civil War: The Return
- Civil War: War Crimes
- Civil War: The Initiative

Nel 2008 a conclusione del ciclo, venne pubblicato il volume What if? Civil war, dedicato agli ipotetici futuri alternativi e da una nuova miniserie, House of M: Civil War, che vede Magneto e il suo esercito di mutanti invadere gli Stati Uniti.

## Trama

### Prologo: Road To Civil War
- New Avengers: The Illuminati (one-shot - scritto da Brian Michael Bendis e disegnato da Alex Maleev): racconta la genesi di un gruppo di eroi, gli Illuminati, che si è formato dopo la prima guerra tra Kree e Skrull e che per anni ha vigilato sulle azioni degli altri eroi restando sempre nell'ombra. Il gruppo è formato dal Professor X, da Dottor Strange, Mister Fantastic, Namor, Iron Man e Freccia Nera. Al primo incontro era presente anche Pantera Nera, il quale ha però rifiutato di unirsi al gruppo. Nonostante i rapporti instabili tra i membri, il gruppo è sopravvissuto per molti anni, fino a che la decisione di spedire l'incredibile Hulk fuori del pianeta e di appoggiare l'Atto di Registrazione dei Superumani, ha rotto gli equilibri, lasciando solo Reed Richards e Tony Stark a farne parte.
- Amazing Spider-Man (nn. 529-531 Mr. Parker goes to Washington: Con i testi di J. Michael Straczynski): Peter Parker accompagna Tony Stark a Washington e sentire per la prima volta parlare dell'Atto di Registrazione.
- Fantastic Four (nn. 536-537 The Hammer Falls, scritto da Straczynski): i Fantastici Quattro lottano contro il dottor Destino per impedirgli di impadronirsi del martello di Thor.

### Civil War
A causa di un'esplosione causata dal supercriminale Nitro, un intero paese venne spazzato via e centinaia di persone vengono uccise. L'evento provoca un'ondata di odio nei confronti dei superumani perché Nitro ha agito mentre combatteva contro i New Warriors, che si sovvenzionavano attraverso un reality show in cui si facevano riprendere mentre davano la caccia ai criminali. La leggerezza con cui i ragazzi (morti quasi tutti anche loro nell'esplosione) avevano gestito la situazione spinge il governo degli Stati Uniti e lo S.H.I.E.L.D. a introdurre il cosiddetto "Atto di Registrazione dei Superumani" al fine di permettere al governo di registrare le identità civili degli individui dotati di superpoteri. I supereroi da questo momento, per continuare a compiere il loro dovere senza venire considerati criminali a loro volta, avrebbero dovuto rivelare al governo la loro identità segreta e accettare di sottoporsi a un addestramento specifico, in modo da evitare che l'inesperienza porti allo stesso errore compiuto dai New Warriors. La comunità dei supereroi si spacca in due di fronte a questa decisione: i contrari, capeggiati da Capitan America, e i favorevoli, con a capo Iron Man. Dopo molteplici scontri nei quali gli eroi cambiano spesso schieramento, arriva il momento dello scontro finale, Iron Man sorprende il gruppo di Capitan America mentre cercava di liberare i compagni prigionieri in un carcere di massima sicurezza fatto edificare nella Zona Negativa, lo scontro e acceso e infine Cloack teletrasporta tutti a Manhattan; i favorevoli alla registrazione sembrano in vantaggio ma la situazione viene ribaltata dall'arrivo di Namor alla testa degli Atlantidei, tuttavia sopraggiungono anche i supereroi appartenenti al progetto dei cinquanta stati che, guidati da Ragnarok danno man forte a Iron Man, la battaglia diventa così violenta che Cap si rende conto di non star più agendo per il bene comune e vedendo i danni che stavano procurando i supereroi a New York decide di arrendersi anche se la sua fazione stava vincendo. Così lo scontro viene vinto dai favorevoli e Capitan America si fa arrestare togliendosi la maschera. Tony Stark viene messo a capo dello SHIELD dando vita all'Iniziativa dei cinquanta stati, ovvero il progetto di dotare ogni stato della nazione di un gruppo di supereroi.
La trama riprende elementi già affrontati dalle saghe Vendicatori Divisi, House of M e Guerra segreta, nonché elementi di Son Of M e The 198 e riporta in scena molti personaggi secondari e da tempo non utilizzati.

### Civil War: Front Line
La storia presenta la prospettiva sulla vicenda di due reporter di fronti opposti: Ben Urich e Sally Floyd oltre alla storia dell'unico sopravvissuto del massacro di Stamford: Speedball dei New Warriors.

### Miniserie legate a Civil War

#### Civil War: X-Men
Alcuni membri della X-Force - Domino, Shatterstar e Calibano - penetrano nella zona dello Xavier Institute e cogliendo di sorpresa le sentinelle riescono a liberare i 198 mutanti costretti dal governo a rimanere all'interno della villa. Alcuni X-Men intervengono per impedirne la liberazione ma alla fine Ciclope preferisce lasciarli fuggire. Arrabbiato per la decisione del capo degli X-Men, Alfiere contatta Iron Man chiedendogli di rintracciare i 198 e con loro altri due mutanti: Sabra e Micromax. Intanto allo Xavier Institute i quattro X-Men originali ancora in vita, Ciclope, l'Uomo Ghiaccio, la Bestia e Arcangelo, si mettono sulle tracce dei mutanti fuggiaschi. Emma Frost li accompagna all'uscita della tenuta Xavier, e appena i suoi compagni scompaiono in lontananza una nuova versione di Sentinella afferra la donna accusandola di aver violato i confini dello Xavier Institute.

#### Civil War: Giovani Vendicatori/Runaways

Copertina di Giovani Vendicatori/Runaways

A Santa Monica scoppia uno scontro tra il criminale Spezzabandiera e alcuni agenti S.H.I.E.L.D.. I Runaways intervengono e sconfiggono con facilità il nemico, ma gli agenti S.H.I.E.L.D. li arrestano perché non registrati. I ragazzi riescono a fuggire, ma il cyborg Victor è colpito dall'esplosione di una granata. Contemporaneamente, un altro gruppo di adolescenti, i Giovani Vendicatori, osserva gli eventi su uno schermo nel rifugio segreto dei ribelli, e chiedono a Capitan America di poter intervenire ma questi nega il permesso alla squadra che disubbidisce e raggiunge i Runaways, i quali li scambiano però per assalitori. Ne segue uno scontro che ha fine solo quando Visione si interfaccia casualmente con Victor.

## Tie-in

### New Avengers Disassembled
In questa serie Brian Michael Bendis dedica ogni numero a un singolo membro del gruppo.
La squadra speciale dello S.H.I.E.L.D. preposta alla cattura dei superumani ribelli fa irruzione nel bunker segreto di Capitan America, il quale riesce però a fuggire nelle fogne di Manhattan. Successivamente, Cap è contattato dal suo amico Sam Wilson, alias Falcon, che gli offre il suo aiuto per cercare membri per una squadra di ribelli. Il primo eroe che cercano di avvicinare è Hank Pym, non sapendo che questi sta dalla parte di Iron Man, che li attira in una trappola, facendo arrivare sul luogo una squadra governativa anti-supereroi, con a capo Maria Hill. Cap e Falcon riescono comunque a fuggire, lasciando Pym stupito dalla considerazione che i due avevano di lui.
A poche ore dall'entrata in vigore della Legge di Registrazione dei Superumani, Iron Man e Ms. Marvel fanno visita a Luke Cage e alla sua compagna Jessica Jones per cercare di convincerli a sostenere la causa della registrazione, ma Cage rifiuta perché ritiene l'RSA paragonabile alle tensioni razziali degli anni cinquanta. Cage e la Jones pensano allora di fuggire in Canada con la loro figlia, ma mentre la sua compagna si reca a Toronto Luke non se la sente di abbandonare il suo quartiere. Ma quando arriva la mezzanotte e l'RSA entra in vigore, una squadra di agenti governativi fa irruzione nel suo appartamento, e lui riesce a fuggire solo grazie all'intervento prima dei suoi vicini e poi di Capitan America, Devil e Falcon.

### Spider-Man
- Amazing Spider-Man 532-538

Il Presidente degli Stati Uniti annuncia ad Iron Man e all'Uomo Ragno che la Legge di Registrazione dei Superumani sarà discussa dal Congresso al più presto. Tony Stark rivela allora al Capo di Stato la sua identità segreta e chiede all'Uomo Ragno di fare lo stesso. Peter ne discute con sua moglie Mary Jane, che è scettica, e con zia May, che vorrebbe invece che tutto il mondo sapesse quanto è speciale Peter. E alla fine, Peter decide di dar retta a sua zia.
Dopo l'annuncio in conferenza stampa, la vita di Peter Parker è completamente sconvolta. Il suo direttore J. Jonah Jameson, che riteneva Peter l'ultima persona onesta della città, gli intenta una causa milionaria con diverse accuse. Iron Man decide senza consultarlo di inserirlo in una task force preposta alla cattura dei supereroi ribelli, di cui fanno parte anche i Thunderbolts, Doc Samson e i Fantastici Quattro.
In seguito alla cruenta battaglia tra il gruppo di Iron Man e quello di Capitan America, molti ribelli sono stati catturati e stanno per essere trasferiti in un luogo più sicuro. Temendo che Cap possa tentare di liberare i propri alleati, Iron Man chiede al suo super-team di proteggere il trasferimento dei prigionieri. Peter viene messo da Stark a fare la guardia per meglio sfruttare il suo senso di ragno, ma quella era una cosa di cui non aveva parlato mai a nessuno... Dopo aver visto lo stato in cui versano i prigionieri, Peter decide di unirsi a Cap e si scontra con Iron Man, che sconfigge dopo un duro scontro prendendolo di sorpresa.

## Elenco dei supereroi
| Contro la registrazione (Leader: Capitan America) | A favore della registrazione (Leader: Iron Man) | Neutrali                                                                                               |
| --- | --- | --- |
| - Cloak e Dagger - Daredevil - Donna invisibile (inizialmente a favore) - Torcia Umana (inizialmente a favore) - Spider-Man (inizialmente a favore) - Cable (poi uscito dalla squadra) - Nick Fury - Luke Cage - Hulkling - Patriot - Donna Ragno - Golia Nero (deceduto) - Ercole - Namor (inizialmente neutrale) - Punitore (poi cacciato dalla squadra) - Pantera Nera (inizialmente neutrale) - Tempesta (inizialmente neutrale) - Moon Knight - Kate Bishop - Visione - Ultragirl - Stingray - Jane Foster (in qualità di medico del gruppo) - Firebird - Wiccan | - Capitan Marvel - Mister Fantastic - Dr. Pym - Wasp - Sentry - Nottolone (inizialmente contrario) - Stature (inizialmente contraria) - Maria Hill - Bullseye - Jester (deceduto) - Songbird - Taskmaster - Jack Lanterna (deceduto) - Wonder Man - Tigra - Alfiere (inizialmente neutrale) - Lady Deathstrike - Thor (clone robotico) - She-Hulk - Doc Samson - Venom - Miss Marvel - Bestia (inizialmente neutrale) - Uomo Radioattivo - Nuovi eroi creati dal team di Iron-Man | - X-Men (esclusi Tempesta, Bestia, Alfiere e Cable) - Dottor Strange - La Cosa (inizialmente a favore) |

## Altri media
- Il videogioco Marvel: La Grande Alleanza 2 segue la trama di questa maxisaga.
- Nel 2016 esce il terzo film di Capitan America ambientato nel Marvel Cinematic Universe, Captain America: Civil War, la cui trama prende spunto dal fumetto; la causa scatenante della guerra civile sono gli eventi di The Avengers, Captain America: The Winter Soldier e soprattutto Avengers: Age of Ultron, sommati al prologo del film stesso. Nella pellicola oltre a Capitan America e Iron Man compaiono altri supereroi come la Vedova Nera, Occhio di Falco, War Machine, Falcon, il Soldato d'Inverno, Scarlet Witch, Visione, Ant-Man (Scott Lang), Pantera Nera e Spider-Man. Sono inoltre presenti il segretario Thunderbolt Ross, Howard Stark, Everett Ross, Sharon Carter, May Parker, Maria Stark e T'Chaka, mentre gli antagonisti sono il colonnello Helmut Zemo e Crossbones. Curiosamente diversi personaggi che nel film fanno parte della fazione di Iron Man nel fumetto si schierano invece con Capitan America (esempi sono Visione, l'Uomo Ragno e Pantera Nera) e viceversa una buona parte di sostenitori di Capitan America nel film nel fumetto sostengono Iron Man, come Vedova Nera e Ant-Man (anche se però nel fumetto non è Scott Lang ma Hank Pym).
- La terza stagione della serie animata di Disney XD Avengers Assemble (trasmessa fra il 2016 e il 2017) presenta un arco finale di quattro episodi denominato appunto Civil War. Tuttavia, la guerra civile mostrata risulta più simile a quella del fumetto Civil War 2, con lo schieramento di Iron Man opposto a quello guidato da Capitan Marvel/Carol Danvers. In questa versione la causa dello scontro riguarda un atto di registrazione degli Inumani. Alla fine il conflitto risulterà poi essere parte di un piano di Ultron per spingere gli umani verso l'autodistruzione.